# Nam Cung Công chúa
Nam Cung công chúa (chữ Hán: 南宮公主), là một Công chúa nhà Hán, là Hoàng nữ của Hán Cảnh Đế Lưu Khải và Hiếu Cảnh Vương Hoàng hậu. Do vậy, bà là em gái Bình Dương công chúa và là chị hoặc em gái của Hán Vũ Đế Lưu Triệt.

## Tiểu sử
Thông tin về Nam Cung công chúa cực kỳ ít, chỉ biết trong số 4 người con, 3 nữ 1 nam do Vương Hoàng hậu sinh ra, thì bà là con gái thứ, trên vai Long Lự công chúa và là chị hoặc em gái của Hán Vũ Đế. Trong phần Liệt biểu về công thần đời Hán Cao Tổ Lưu Bang, có ghi lại rằng: 「"Năm Nguyên Sóc thứ 6, Hầu Thân cưới Nam Cung công chúa. Bất kính, quốc trừ"」. Đó là những thông tin hiếm hoi chính danh đề cập đến Nam Cung công chúa ở thời điểm nhà Hán còn tại vị.
Thời nhà Đường, Tư Mã Trinh soạn công trình chú tác gồm 30 quyển mang tên Sử ký tắc ẩn, là một trong trình biên chú nhiều thông tin của Sử ký rất được đánh giá cao về sau. Trong đó, Tư Mã Trinh có chú thêm nhiều thông tin hơn về Nam Cung công chúa như sau: 「"Nam Cung công chúa, con gái của Cảnh Đế. Khi trước, Nam Cung hầu Trương Tọa xin cưới, có tội, rồi Trương hầu Nhi Thân xin cưới"」. Điều này thuyết minh rõ, Nam Cung công chúa ban đầu kết hôn với Nam Cung hầu Trương Tọa, sau tái hôn với Trương hầu Nhi Thân.
Vấn đề chính là cả Sử ký lẫn Hán thư đều không đề cập đến hai vị này. Cũng trong mục Liệt biểu công thần đời Hán Cao Tổ, mục Tuyên Bình hầu (宣平侯) có nhắc đến Lỗ vương Trương Yển - con của Tuyên Bình hầu Trương Ngao và Lỗ Nguyên công chúa - từng được phong làm Nam Cung hầu. Đây là bởi vì Yển vào thời điểm được thụ phong tước Vương là khi Lữ hậu còn sống, sau đó thì giáng làm tước Hầu vào đời Hán Văn Đế Lưu Hằng. Nhà họ Trương truyền đến Trương Sinh (张生) là thừa tước thời Hán Vũ Đế. Nhiều đánh giá cho rằng hẳn là "Trương Sinh" mới là chồng đầu của Nam Cung công chúa, chữ [Tọa; 坐] và [Sinh; 生] cũng là cặp chữ vào diện dễ chép nhầm. Người thứ hai Nhi Thân, tương đối bám vào sự tích Mang hầu (芒侯) trong Liệt biểu, đến đời Hầu Thân cưới Nam Cung công chúa, bất kính, nên ly hôn.
Có một thuyết khác về Nam Cung công chúa được ghi lại trong Sách phủ nguyên quy (册府元龟), quyển 978, đề cập Nam Cung công chúa bị gả đi Hung Nô để làm chính sách Hòa thân. Nhưng dựa vào Sử ký không ghi lại, căn bản chuyện này rất khó xảy ra. Bên cạnh đó, Sách phủ nguyên quy là sách đời nhà Tống, so với Sử ký đương đại thì độ khả tín bị giảm đi hơn.